# Alle radici di una storia
Alle radici di una storia è un saggio antologico del sacerdote cattolico e teologo Luigi Giussani, fondatore del movimento Comunione e Liberazione, pubblicato nel 2022.

## Storia editoriale
Il volume è stato pubblicato da Rizzoli in occasione del centesimo anniversario della nascita di don Giussani. Raccoglie testi scelti considerati tra i più significativi provenienti dall'ampia bibliografia di libri pubblicati a partire dagli anni novanta del XX secolo dall'editore milanese, nel tentativo di restituire le tappe fondamentali del pensiero del sacerdote brianzolo.

## Edizioni
- Luigi Giussani, Alle radici di una storia, 1ª ed., Milano, Rizzoli, luglio 2022,  p. 330, ISBN 978-88-17-17677-4.